# Roberto Berardi (politico)
Roberto Berardi (Grosseto, 4 giugno 1972) è un politico italiano.

## Biografia
Nato a Grosseto, vive ad Orbetello.

### Attività politica
Nel 2011 viene eletto per la prima volta consigliere comunale del comune di Orbetello. Sarà rieletto consigliere comunale anche alle elezioni del 2016 e del 2021. Dal 2016 al 2018 riveste la carica di assessore ai lavori pubblici del piccolo comune toscano. Da ottobre 2021 è vicepresidente del Consiglio comunale di Orbetello.

### L’ingresso in Parlamento
Alle elezioni politiche del 2018 è eletto senatore per la XVIII legislatura con Forza Italia. Dal 21 giugno 2018 è segretario della 4ª commissione permanente per la difesa.
Nel dicembre 2019 è tra i 64 firmatari (di cui 41 di Forza Italia) per il referendum confermativo sul taglio dei parlamentari: pochi mesi prima i senatori berlusconiani avevano disertato l'aula in occasione della votazione sulla riforma costituzionale.
Durante la XVIII legislatura si è occupato anche di tematiche legate alla Scuola. 
Alle elezioni politiche del 2022 viene candidato da Forza Italia per un seggio alla Camera dei deputati.